# Skebokvarnsvägen

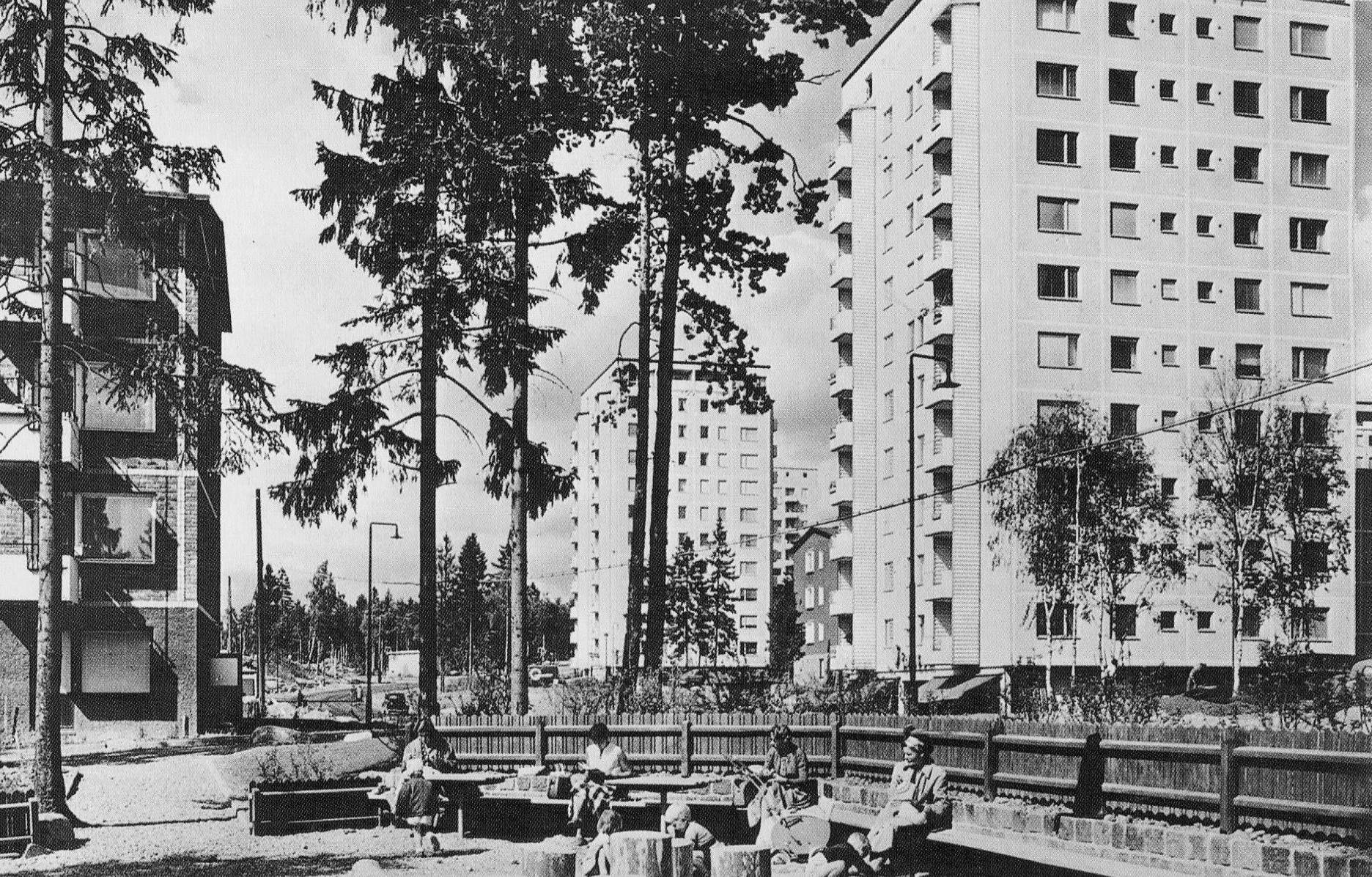
Skebokvarnsvägen, 1950-tal.

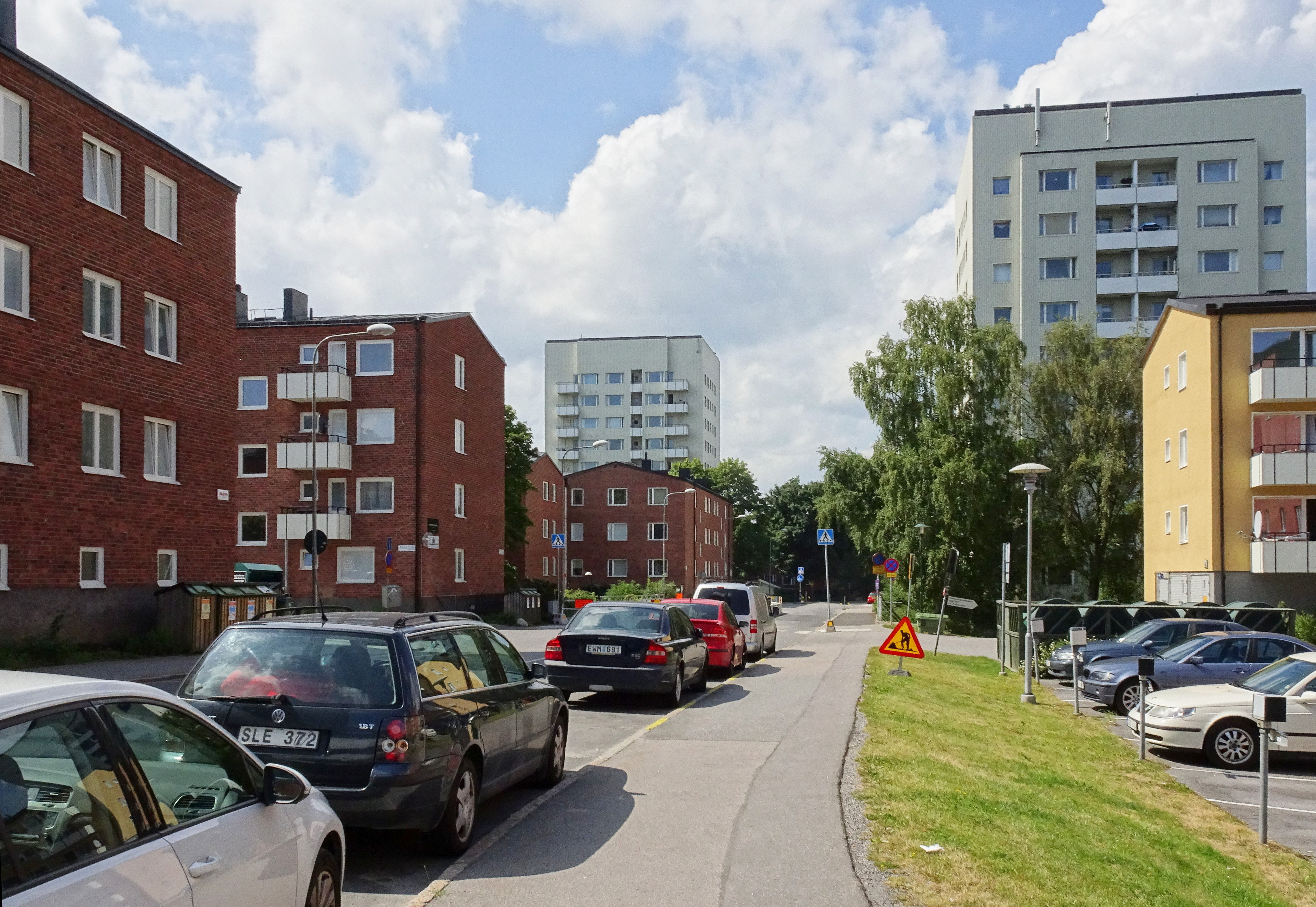
Skebokvarnsvägen, 2016.

Skebokvarnsvägen är en gata i stadsdelen Högdalen i Söderort inom Stockholms kommun. Den sträcker sig från Örbyleden till Högdalens centrum.

## Beskrivning
Liksom övriga gator i Högdalen, har gatan fått sitt namn efter platser i Södermanland. I detta fall Skebokvarn i Flens kommun. Gatan anlades i samband med stadsplaneringen för Högdalens västra del i början av 1950-talet. I västra delen anordnades stadsdelens centrum med  mer storskalig bebyggelse. Här märks höghusen längs Skebokvarnsvägen. Väster om Skebokvarnsvägen ligger tre grupper med sammantaget drygt 250 radhus, byggda mellan 1956 och 1960. Bland nyare bebyggelse kan nämnas ungdomsbostäder i kvarteret Kantjärnet vid Skebokvarnsvägen 376. Det långsträckt huset i sex våningar har loftgångar mot tunnelbanan och klarröda balkonger mot vägen.

## Skebokvarnsvägen i kulturen
Gatan har fått ge namn åt albumet Skebokvarnsv. 209 av Joakim Thåström, som bodde på denna adress under sin uppväxt.